# Xã Beloit, Quận Mitchell, Kansas
Xã Beloit (tiếng Anh: Beloit Township) là một xã thuộc quận Mitchell, tiểu bang Kansas, Hoa Kỳ. Năm 2010, dân số của xã này là 205 người.